# Migas duras
Las migas duras es una especie de migas típica de la provincia de Cuenca. Se trata de una preparación culinaria típica de la ciudad de Las Pedroñeras de la Provincia de Cuenca. Se suele preprar en dos versiones, una con chorizo, y la otra sin él, empleando el pimentón

## Características
Se prepara con dos ingredientes básicos por una parte pan (migas) y picadillo de chorizo que se puede encontrar en algunas cocinas castellanas. Se toma una sartén y se incluye el pan desmigado (en algunas ocasiones pan rallado o espizcado) y se añades el jigote de chorizo y se calienta hasta que el pan se tueste y se quede con un color dorado, justo en ese instante se sirve a los comensales.